# Stefan Mazurkiewicz
Stefan Mazurkiewicz (Varsóvia, 25 de setembro de 1888 — Grodzisk Mazowiecki, 19 de junho de 1945) foi um matemático polonês.
Seus campos principais de interesse foram análise matemática, topologia e teoria das probabilidades. Foi membro da Escola de Matemática de Varsóvia.
Doutorado em matemática, orientado por Wacław Sierpiński, em 1913. Em 1917 foi membro da Academia de Aprendizagem da Polônia, em 1919 professor da Universidade de Varsóvia e em 1922 membro da Academia de Ciências da Polônia. Fundou o periódico Fundamenta Mathematicae, junto com Wacław Sierpiński e Zygmunt Janiszewski